# Ressentiment
Pour les articles homonymes, voir Ressentiment (homonymie).
Le ressentiment désigne, en philosophie et en psychologie, une forme de rancune mêlée d'hostilité envers ce qui est identifié comme la cause d'un tort subi ou d'une frustration. Un sentiment de faiblesse ou d'infériorité ou d'envie face à cette « cause » conduit à la rejeter ou à l'attaquer. Le ressentiment pousse parfois à désigner des boucs émissaires, selon une logique analysée notamment par René Girard (1982).

## Éléments de définition et de typologies
Souvent auto-justifié, le ressentiment peut concerner la relation entre deux individus, entre un individu et une ou des institutions ou un ou des systèmes perçus comme étant sources d'injustice, d'inégalité, de corruption... et/ou la relation entre deux communautés humaines.
Dans ce dernier cas, il peut « justifier » de longues périodes de conflits, telles la «guerre de Cent Ans» entre la France et l'Angleterre, des guerres de Religion, des guerres tribales, les conflits ayant conduit aux guerres mondiales et à la Shoah, et des millénaires d'incompréhension voire de persécutions entre ethnies ou religions, un certain anarchisme, et les idéologies populistes, voire des formes de messianisme.
Des idéologies, des individus ou des mouvements sociaux peuvent créer, faire croître et/ou orienter et instrumentaliser le ressentiment. Ils le font notamment en se servant de la médiatisation rapide et simplifiante des points de vue permise par les médias audiovisuels du XXe siècle, et depuis quelques décennies par les réseaux sociaux où le ressentiment alimente les trolls, les infox et autres dialogues de sourds dans lesquels les argumentations « sont mises au service d’une dénégation de responsabilité, d’une disculpation, d’une justification de soi » selon Marc Angenot. Dans ces contextes notamment, selon Antoine Grandjean et Florent Guénard, le ressentiment est parfois devenu une « passion sociale (...) « passion irrationnelle », « expression de l'impuissance », « envie déguisée »... », voire selon Angenot un ensemble de nouvelles figures de la rhétorique .

## Psychologie

### Causes
Le ressentiment peut survenir dans diverses situations, défiant l'estime de soi, et générant un sentiment d'injustice ou d'humiliation. Les situations durant lesquelles le ressentiment survient le plus souvent incluent : des incidents humiliants en public comme un mauvais traitement sans possibilité d'y répondre, des actes de discrimination ou de préjugés, d'envie/de jalousie, des sentiments d'être abusé ou moqué par l'entourage, et le sentiment d'avoir travaillé dur et d'être non reconnu pour son résultat tandis que d'autres y seraient parvenus sans trop d'effort. Le ressentiment peut également survenir lors d'un rejet social ou interpersonnel, délibérément humiliant, notamment ou par le sentiment d'injustice généré par certaines contradictions du néolibéralisme.

### Signes

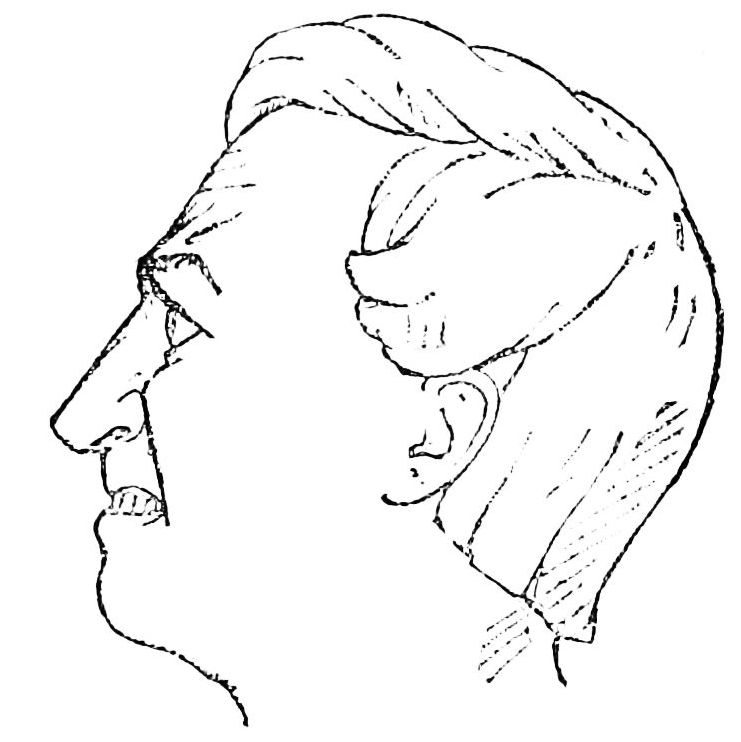
Expression faciale colérique pouvant exprimer le ressentiment.

Contrairement aux émotions de base, le ressentiment ne possède aucun trait facial permettant son expression. Cependant, certains traits physiques, comme le froncement des sourcils, peuvent s'associer à des émotions proches du ressentiment comme la colère et l'envie.
Le ressentiment peut être auto-diagnostiqué grâce à des signes comme le besoin de régulation émotionnelle. Il peut également être diagnostiqué lors d'états émotionnels d'agitation ou de rejet, comme une déprime inexplicable, un raisonnement en boucle, un état colérique sans raison apparente, ou des cauchemars ou des rêves perturbants concernant un ou plusieurs individus de l'entourage.
Marc Angenot insiste sur le fait que le ressentiment individuel est toujours associé à l'expression de griefs, qu'il juge être des détournements narcissiques de volonté de justice ou de vengeance. Selon lui, « le grief remâché devient le mode exclusif de contact avec le monde, tout s'y trouve rapporté, il sert de pierre de touche et de grille herméneutique. Il donne une raison d'être et un mandat social qui permettent cependant de ne jamais sortir de soi-même. Le grief détermine une sorte de privatisation des universaux éthiques et civiques, un détournement ethno-égotiste des valeurs. Le grief est cultivé pour lui-même, la masse de griefs se gonfle, -- d'avanie en échec et en accrochages avec les Autres, -- et occupe tout l'horizon mental. L'être de ressentiment est tellement préoccupé par ses griefs qu'il conçoit mal que ses interlocuteurs ne sont pas possédés par les mêmes obsessions (...) Le ressentiment devient «une seconde nature» ».

### Effets
Le ressentiment individuel est plus fort quand il vise un individu proche ou intime. Une blessure, émotionnelle ou physique, infligée par un ami proche ou un être aimé peut causer des sentiments de trahison, et peut avoir un impact profond. L'individu affecté peut se sentir susceptible, anormalement nerveux, en pensant à ou en croisant le chemin de celui ou ceux dont il pense qu'il lui a ou qu'ils lui ont porté préjudice, avoir des sentiments de colère et de haine envers cet ou ces individus ; le ressentiment peut s'intensifier quand l'individu ou les individus visés est ou sont heureux ou félicités.
Le ressentiment devient pathologique et émotionnellement débilitant quand il n'est pas résolu par l'action, l'acceptation, le pardon ou la réconciliation ; Il finit alors par causer une attitude chroniquement cynique, hostile et sarcastique, source de douleur morale voire de rejet et dénigrement des autres qui empêche des relations sociales harmonieuses, et cause une difficulté à passer outre, empêchant d'avoir confiance dans les autres, et entretenant un manque de confiance en soi, et une hyper-compensation.

Ces effets négatifs peuvent s'aggraver, jusqu'à couper toute communication avec d'autres ayant supposément causé du tort ou mal agi. L'isolement social qui s'ensuit peut à son tour engendrer de nouveaux ressentiments. Selon Marc Angenot, plus qu'une forme idéologique, il devient alors un modus vivendi.
Quand le ressentiment affecte un groupe, il peut facilement alimenter dans celui-ci des idéologies auto entretenues car limitées par des impasses et des interdits logiques selon l'ouvrage de Marc Angenot « les idéologies du ressentiment » (1997) visant à cerner la définition et les origines du ressentiment et à produire « une phénoménologie et une heuristique du ressentiment accompagnées de réflexions et d'hypothèses sur la conjoncture culturelle contemporaine » ; Angenot et d'autres voient des traces ou marques de ressentiment derrière le féminisme, l'écologisme, le populisme et certains nationalismes (qui peuvent conjointement cultiver sentiment d'insécurité et ressentiment) ,. Ce point de vue a suscité une réponse : un essai intitulé "Au-delà du ressentiment : réplique à Marc Angenot", écrit par Jacques Pelletier en 1996.

## Philosophie
Le mot ressentiment, dérivé du verbe ressentir, est une réfection de recentement puis resentement et signifie d'abord le « fait de se souvenir avec rancune, animosité », seul sens demeuré vivant. De la fin du XVIe au XVIIe siècle, le mot « ressentiment » s'est dit d'une impression morale : « fait d'éprouver une douleur ». Puis il a eu, jusqu'à la fin du XVIIIe siècle, le sens de « sentiment éprouvé en retour ». Aujourd'hui[Quand ?], ce substantif spécialisé pour « rancune » n'a plus de rapport sémantique avec le verbe dont il dérive.

### Friedrich Nietzsche
Le ressentiment est un des concepts philosophiques du philosophe allemand Friedrich Nietzsche. Son emploi de ce terme remonte probablement au penseur danois Kierkegaard. Il avait ensuite été repris par Max Scheler.
Pour Nietzsche, dans sa Généalogie de la morale (1887), le ressentiment est une perversion morale trouvant son origine dans l'ancien conflit culturel et religieux entre romains et juifs et donnant naissance à l'idéal ascétique. Pour Nietzsche, les êtres de ressentiment sont une race d'homme pour qui « la véritable réaction, celle de l'action, est interdite et qui ne se dédommagent qu'au moyen d'une vengeance imaginaire. » Il lie ainsi le ressentiment à ce qu'il nomme la « morale d'esclave », qui est par essence constituée par le ressentiment, par un non créateur. Ainsi, l'être de ressentiment est profondément réactif, c'est-à-dire qu'il est dans une situation d'impuissance qui engendre des frustrations. Tout homme, quel qu'il soit, à qui l'on interdit l'action, et qui de ce fait se trouve dans l'impuissance, est affecté par le ressentiment : c'est-à-dire qu'il ne peut que subir l'impossibilité de s'extérioriser.

La force consiste à surmonter cet état (qui n'est alors plus qu'un état passager), comme lorsque l'on surmonte le désir de vengeance.

La faiblesse, au contraire, est de ne pas parvenir à s'en débarrasser (par exemple, quand le désir de vengeance devient une obsession, ou encore quand le regret (?) d'un acte devient une torture morale qui ne laisse plus la pensée en repos), et le sujet transforme alors ses frustrations à son avantage en trouvant des justifications à son impuissance, par la dénégation et le renversement axiologique. Cette volonté de se trouver des justifications caractérise précisément la mentalité d'« esclave », selon Nietzsche. Une telle mentalité du ressentiment se retrouve par exemple dans les idéologies qui se définissent par rapport à un « ennemi » réel ou supposé : l'ennemi (la cause de l'impuissance) est jugé comme étant la cause du mal subi; et par opposition, celui qui le subit s'attribue une supériorité morale imaginaire. Nietzsche résume cela ainsi : 

« ils sont méchants, donc nous sommes bons. »

Une variante idéaliste en est : 

« le monde est foncièrement déterminé par le mal, mais nous lui sommes supérieurs. »

Vladimir Jankélévitch répond à Nietzsche : 

« S'il n'y a pas d'autre manière de pardonner que le bon-débarras, alors plutôt le ressentiment ! Car c'est le ressentiment qui impliquerait ici le sérieux et la profondeur : dans le ressentiment, du moins, le cœur est engagé, et c'est pourquoi il prélude au pardon cordial. »

### Dugald Stewart
Pour Dugald Stewart, auteur des Éléments de la Philosophie de l'esprit humain (1792), le ressentiment est instinctif ou délibéré. 

« Le ressentiment instinctif agit dans l'homme comme dans l'animal ; il est destiné à nous garantir de la violence soudaine, dans les circonstances où la raison viendrait trop tard à notre secours ; il s'apaise aussitôt que nous apercevons que le mal qu'on nous a fait étoit involontaire. Le ressentiment délibéré n'est excité que par l'injure volontaire, et par conséquent il implique un sentiment de justice, de bien et de mal moral. Le ressentiment qu'excite en nous l'injure faite à un autre, s'appelle proprement indignation. Dans ces deux cas, le principe d'action est au fond le même ; il a pour objet, non de faire souffrir un être sensible, mais de punir l'injustice et la cruauté. Comme toutes les affections bienveillantes sont accompagnées d'émotions agréables, toutes les affections malveillantes sont accompagnées d'émotions pénibles. Cela est vrai même du ressentiment le plus légitime. »

### Gilles Deleuze
Le concept de ressentiment a été commenté, notamment, par Gilles Deleuze dans Nietzsche et la philosophie (1962) dans l'optique d'un renouveau « affirmatif » et anti-dialectique de la philosophie. Après l'hégémonie des doctrines post-hégéliennes, Deleuze propose une philosophie non plus axée sur l'idée de dépassement dialectique et sur l'activité critique, mais bien sur la valorisation de l'actif sur le réactif (la critique et la dialectique étant assimilés au réactif et à la négativité).

### René Girard
La notion de ressentiment a également été travaillée à partir des années 1960 par René Girard, qui identifie le ressentiment à l'envie ressentie face à un modèle scandaleux, estimé être un indépassable obstacle à l'accomplissement du désir. Girard critique l'idée « romantique » qu'il puisse exister des individus « supérieurs » seuls capables de sentiments autonomes, et considère que l'imitation est la condition ordinaire et générale de l'Homme. Selon Girard, nous sommes tous « réactifs » au sens indiqué avec mépris par Nietzsche, y compris et même à commencer par les êtres qui, apparemment, sont supérieurs, au sens nietzschéen. De telles personnes, comme Stavroguine dans Les Démons de Dostoïevski, Roméo dans Roméo et Juliette de Shakespeare ou les idoles du star-système, non seulement ne sont pas supérieures, mais elles sont au contraire suprêmement dépendantes des sentiments d'autrui pour nourrir les leurs, au risque, lorsqu'elles sont livrées à elles-mêmes, des addictions et du suicide. Nietzsche lui-même apparaît à Girard comme particulièrement « ressentissant » (par exemple à l'égard de Wagner, qu'il admirait avant de l'attaquer), et la tension entre son mépris pour les « esclaves » et sa propre situation devient pour Girard un paramètre explicatif de la folie de Nietzsche. Girard évoque également comme idéologies du ressentiment le communisme, l'anti-sémitisme, et plus généralement tous les « anti- » quelque chose, alors que la Bible et le christianisme « crucifiés » par Nietzsche lui apparaissent au contraire comme porteurs de vérité morale.
Certains objectent sur Girard qu'il s'appuie sur une lecture simplificatrice de la théorie de Nietzsche, dont il écarte les nuances (par exemple, pour Nietzsche l'homme supérieur n'échappe pas au ressentiment, mais il le surmonte) et que le lien entre sa folie et sa psychologie, admis par Girard, n'est pas si évident pour tous les auteurs (cf. maladie de Nietzsche).
Il semble, de surcroît, que Girard entreprend ce que Nietzsche lui-même avait prédit : un renversement des valeurs, une inversion de ce qu'il considère comme relevant du ressentiment et de ce qu'il considère comme relevant du surhomme. Et dans la perspective généalogiste (et accessoirement physiologique) qu'est la perspective nietzschéenne, on ne peut pas considérer l'homme fort avec des valeurs fortes comme étant un homme du ressentiment. On ne peut pas estimer que l'homme fort vit au diapason de l'homme faible. Ce serait comme dire que le maître est dépendant de son esclave. Par définition de Nietzsche, l'homme fort ne peut pas réagir à l'homme faible. Il n'a pas besoin de l'approbation de l'esclave pour valoriser ses comportements nobles et puissants, puisque précisément il est fort. Ce serait nier la perspective généalogiste du dominant et du dominé, et affirmer que le lion, qui mange la gazelle, est dépendant de celle-ci.
Cette objection est comparable à la manipulation sémantique qui consiste à dire que celui qui ne tolère pas l'intolérance est lui-même intolérant... De même, l'homme fort qui aurait du ressentiment à l'égard du ressentiment ne pourrait pas devenir lui-même un homme du ressentiment...

### Marc Ferro
Pour l’historien Marc Ferro :

« À l'origine du ressentiment chez l'individu comme dans le groupe social, on trouve toujours une blessure, une violence subie, un affront, un traumatisme. Celui qui se sent victime ne peut pas réagir, par impuissance. Il rumine sa vengeance qu'il ne peut mettre à exécution et qui le taraude sans cesse. Jusqu'à finir par exploser. Mais cette attente peut également s'accompagner d'une disqualification des valeurs de l'oppresseur et d'une revalorisation des siennes propres, de celles de sa communauté qu'il n'avait pas défendues consciemment jusque-là, ce qui donne une force nouvelle aux opprimés, sécrétant une révolte, une révolution ou encore une régénérescence. C'est alors qu'un nouveau rapport se noue dans le contexte de ce qui a sécrété ces soulèvements ou ce renouveau.
La reviviscence de la blessure passée est plus forte que toute volonté d'oubli. L'existence du ressentiment montre ainsi combien est artificielle la coupure entre le passé et le présent, qui vivent ainsi l'un dans l'autre, le passé devenant un présent, plus présent que le présent. Ce dont l'Histoire offre maints témoignages. »

### Max Scheler
Dans son ouvrage L'Homme du ressentiment (1933), Max Scheler évoque les causes individuelles du ressentiment, qui en s'agrégeant les unes aux autres, peuvent créer un ressentiment diffus mais généralisé dans la société. Certaines guerres, dans l’Antiquité ou au Moyen Âge, peuvent s'expliquer par le ressentiment de certains groupes sociaux à l'égard de voisins ou d'autres groupes ; il en a été de même lors de la Révolution française ou lors de la Révolution russe, sans compter les conditions psychologiques ayant contribué à l'accession d'Hitler au pouvoir en 1933 (cf. le « Diktat » du Traité de Versailles), d'ailleurs année de publication de l'ouvrage de Scheler.

### Marc Angenot
Sur le plan idéologique, le concept de ressentiment a été étudié par l'analyste et historien des discours Marc Angenot (Les Idéologies du ressentiment, 1996) qui en fait l'un des vecteurs des idéologies politiques, identitaires et nationalistes du XXe siècle.
Comme ses prédécesseurs Angenot conçoit le ressentiment comme une attitude caractérisée par une accumulation de griefs et par un désir de revanche dont la prolifération, particulièrement notoire aujourd'hui avec le postmodernisme, les revendications identitaires et le « tribalisme », alimente diverses formes de discriminations et de conflictualités sociales. Selon lui, « les idéologies du ressentiment ont été et sont les grandes fabulatrices des raisonnements conspiratoires. Les adversaires qu’elles se donnent passent leur temps à ourdir des trames, ils n’ont de cesse de tendre des rets ; et comme ces menées malveillantes ne sont guère confirmées par l’observation, il faut supposer une immense conspiration ».
Même si la stabilité et l'« enchantement » se volatilisent sous nos yeux (ce que le philosophe allemand Walter Benjamin nommait le « déclin de l'aura »), la réflexivité et le maintien d'une certaine espérance collective restent les meilleurs moyens, selon Angenot, pour se prémunir des effets réactifs du ressentiment.
Pierre-André Taguieff (historien et philosophe) a aussi consacré des écrits sur le ressentiment dans une perspective proche de celle d'Angenot.

### Cynthia Fleury
En 2020, dans un ouvrage titré  Ci gît l’amer - guérir du ressentiment (Gallimard, 2020), Cynthia Fleury pose l'hypothèse que de nombreux individus et collectivités souffrent du ressentiment, poison qui les ronge, paralyse leurs actions, et les éloigne de l' « affectio societatis ».
L'auteure, en s'appuyant sur des philosophes, psychanalystes, historiens, poètes et divers auteurs, ainsi que sur son expérience clinique, propose des clés psychanalytiques et socio-politiques pour dépasser ce sentiment négatif trop souvent source de déni, de défiance exacerbée voire de haine.
« Plus on pénètre dans le ressentiment, moins on a la capacité de le conscientiser. Donc on rentre dans le déni et dans l'incapacité, tout en se croyant capable ».
Le ressentiment est selon elle une « maladie typique de la démocratie, beaucoup moins d'un État autoritaire. Notre rapport à l'égalité est absolument déterminant. Adorno parlait même d'un égalitarisme répressif, c'est-à-dire, en somme, que notre manière de nous ressentir égaux, c'est d'aller vérifier. Or, là, bien évidemment, explosent les inégalités. Et donc, oui, vous avez un sentiment de ressentiment qui est plus fort ».
Selon elle, pour sortir de la crise de la COVID-19 notamment, la collégialité va devoir un petit peu reprendre la main, dans un État social de droit. Elle estime que « la traduction politique du ressentiment (le populisme) ...ne produit pas une action politique viable. Il y a une objectivation des conditions désastreuses du moment. Je vois comment je vais aller vers la sublimation de cette tentation du ressentiment. Encore une fois, le choix que je fais (...), je pars du principe que c'est du domaine du pari pascalien, que c'est un choix éthique, c'est une fonction régulatrice ».

### Radio
- « Dépasser le ressentiment pour sauver la démocratie avec Cynthia Fleury », sur France Culture (consulté le 9 novembre 2020)